# Nephthea lanternaria
Nephthea lanternaria är en korallart som beskrevs av Verseveldt 1973. Nephthea lanternaria ingår i släktet Nephthea och familjen Nephtheidae. Inga underarter finns listade i Catalogue of Life.